# Hōmura uta
Hōmura uta (葬ラ謳? lett. "Canzone da funerale") è il secondo album in studio del gruppo visual kei Mucc, pubblicato il 6 settembre 2005 dall'etichetta Danger Crue. 
La prima stampa dell'album incluse due dischi; il secondo contenente 2 canzoni e un commento di 20 minuti sull'album. Le copie vennero vendute molto velocemente, finendo ben presto, e il mese successivo una ristampa venne pubblicata il 18 ottobre, quest'ultima senza il secondo disco ma il primo aveva in più un videoclip della canzone Zetsubō. Il 17 agosto 2004, una seconda ristampa venne pubblicata, includendo entrambi i dischi della prima pubblicazione più una bonus track nel primo disco. Questa ristampa raggiunse la posizione nº 48 nella classifica Oricon.

## Tracce
Disco 1
1. Hōmura Uta (ホムラウタ) – 1:22 (musica: Miya)
2. Zetsubō (絶望) – 4:17 (testo: Miya – musica: Miya)
3. Shiawase no Shūchaku (幸せの終着) – 4:49 (testo: Miya – musica: Ishioka no Kin-san, Gin-san)
4. Kimi ni Sachi Are (君に幸あれ) – 6:31 (testo: Tatsurou – musica: Miya)
5. Boku ga Hontō no Boku ni Taekirezu Tsukutta Hontō no Boku (僕が本当の僕に耐え切れず造った本当の僕) – 5:15 (testo: Miya – musica: Yukke)
6. Mama (ママ) – 4:35 (testo: Tatsurou – musica: Tatsurou)
7. Kurayami ni Saku Hana (暗闇に咲く花) – 6:38 (testo: Tatsurou – musica: 2126)
8. Uso de Yugamu Shinzō (嘘で歪む心臓) – 5:27 (testo: Tatsurou – musica: Yukke)
9. Oyoge! Taiyaki-kun (およげ！たいやきくん) – 4:50 (testo: Hiro Takada – musica: Juichi Sase)
10. Mae e (前へ) – 4:49 (testo: Tatsurou – musica: Satochi)
11. Kokuen (黒煙) – 2:46 (testo: Tatsurou – musica: Miya)
12. Suimin (スイミン) – 5:47 (testo: Miya – musica: Miya)
13. Kaeranu Hito (帰らぬ人) – 4:03 (testo: Miya – musica: Miya)
14. Zutazuta (ズタズタ) – 6:50 (testo: Miya – musica: Miya)
15. Suisō (水槽) (2004 reissue bonus track) – 7:13 (testo: Tatsurou – musica: Miya)

Disco 2
1. Sekai no Owari (世界の終わり) – 2:03 (testo: Mucc – musica: Mucc)
2. Yume no Machi (夢の街) – 3:10 (testo: Tatsurou – musica: Miya)
3. Seisaku Shūryō Comment (Ibaraki-ben) (制作終了コメント(茨城弁)) – 24:41